# Segunda División de Chile 1955
El Campeonato Nacional de Fútbol de la Segunda División de 1955 fue el cuarto torneo disputado de la segunda categoría del fútbol profesional chileno. Contó con la participación de ocho equipos, dos menos que la temporada anterior. 
El torneo se jugó en tres rondas con un sistema de todos contra todos y el campeón del torneo fue San Luis de Quillota, que ascendió a la Primera División por primera vez en su historia.
En la parte baja de la tabla de posiciones se ubicó Santiago National, que volvió a su Asociación de origen, marcando el fin de su paso por el profesionalismo.

## Movimientos divisionales
| Pos | a Primera División de Chile 1955 |
| --- | -------------------------------- |
| 1º  | O'Higgins                        |

| Pos | a Segunda División de Chile 1955 |
| --- | -------------------------------- |
| -   | -                                |

| Pos | Regresa a la Competencia. |
| --- | ------------------------- |
| 1º  | Maestranza Central        |

| Pos | Descendido desde Primera División de Chile 1954 |
| --- | ----------------------------------------------- |
| 1º  | Iberia                                          |

| Pos | Asociación de Origen |
| --- | -------------------- |
| 1º  | La Cruz              |

| Pos | Abandono de la Competencia. |
| --- | --------------------------- |
| 1º  | Thomas Bata                 |

## Equipos participantes
| Equipo             | Ciudad            |
| ------------------ | ----------------- |
| Alianza            | Curicó            |
| Iberia             | Santiago de Chile |
| Maestranza Central | San Bernardo      |
| San Luis           | Quillota          |
| Santiago National  | Santiago de Chile |
| Trasandino         | Los Andes         |
| Unión La Calera    | La Calera         |
| U.T.E              | Santiago de Chile |

## Tabla final
| Pos | Equipo              | PJ | PG | PE | PP | GF | GC | Dif | Pts |
| --- | ------------------- | -- | -- | -- | -- | -- | -- | --- | --- |
| 1   | San Luis            | 21 | 13 | 6  | 2  | 39 | 13 | 26  | 32  |
| 2   | Unión La Calera     | 21 | 12 | 7  | 2  | 48 | 22 | 26  | 31  |
| 3   | Trasandino          | 21 | 10 | 3  | 8  | 40 | 35 | 5   | 23  |
| 4   | Iberia              | 21 | 9  | 4  | 8  | 43 | 32 | 11  | 22  |
| 5   | Universidad Técnica | 21 | 8  | 5  | 8  | 26 | 24 | 2   | 21  |
| 6   | Alianza             | 21 | 8  | 5  | 8  | 35 | 37 | -2  | 21  |
| 7   | Maestranza Central  | 21 | 5  | 4  | 12 | 34 | 41 | -7  | 14  |
| 8   | Santiago National   | 21 | 1  | 2  | 18 | 26 | 87 | -61 | 4   |

PJ=Partidos jugados; PG=Partidos ganados; PE=Partidos empatados; PP=Partidos perdidos; GF=Goles a favor; GC=Goles en contra; Dif=Diferencia de gol; Pts=Puntos
|  | Campeón. Asciende a Primera División |
|  | Desciende a su Asociación de origen  |